# Elbaue zwischen Derben und Schönhausen
Die Elbaue zwischen Derben und Schönhausen ist ein FFH-Gebiet in der Stadt Tangerhütte und der Gemeinde Elbe-Parey im Landkreis Jerichower Land und den Städten Jerichow und Tangermünde und den Gemeinden Wust-Fischbeck und Schönhausen (Elbe) im Landkreis Stendal in Sachsen-Anhalt.

## Allgemeines
Das FFH-Gebiet ist circa 4383 Hektar groß (beim Bundesamt für Naturschutz ist die Größe mit 4371 Hektar angegeben). Das FFH-Gebiet überlagert sich mit dem EU-Vogelschutzgebiet „Elbaue Jerichow“ und den Landschaftsschutzgebieten „Elbtalaue“, „Elbaue-Wahlenberge“, „Tanger-Elbeniederung“ und „Untere Havel“. Einzelne Flächen südlich von Tangermünde sind als Naturschutzgebiete „Elsholzwiesen“ (dieses geht über das FFH-Gebiet hinaus), „Bucher Brack–Bölsdorfer Haken“ und „Schelldorfer See“ ausgewiesen. Die Naturdenkmale „Auwaldrest Königsbusch“, „Hutung Königsbusch“, „Große Schweinekuhle“, „Fähr Wiel“ und „Kleine Schweinekuhle“ liegen mindestens teilweise innerhalb des FFH-Gebietes. Im Süden grenzt es an das FFH-Gebiet „Elbaue bei Bertingen“ und teilweise an das Landschaftsschutzgebiet „Elbaue-Wahlenberge“, im Norden an das FFH-Gebiet „Elbaue zwischen Sandau und Schönhausen“ und teilweise an das Landschaftsschutzgebiet „Arneburger Hang“ und südwestlich von Tangermünde kleinflächig an das FFH-Gebiet „Tanger-Mittel- und Unterlauf“. Es ist durch die Landesverordnung zur Unterschutzstellung der Natura 2000-Gebiete im Land Sachsen-Anhalt (N2000-LVO LSA) seit dem 21. Dezember 2018 rechtlich gesichert. Zuständige untere Naturschutzbehörden sind die Landkreise Jerichower Land und Stendal.

## Beschreibung
Das FFH-Gebiet liegt in etwa zwischen Elbe-Parey und Tangermünde im Biosphärenreservat Mittelelbe als Teil des Biosphärenreservats Flusslandschaft Elbe. Es umfasst die eingedeichte Elbaue ab dem Pareyer Verbindungskanal, der die Elbe mit dem Elbe-Havel-Kanal verbindet, und der Querung der Elbe durch die Bahnstrecke Berlin–Lehrte bei Schönhausen (Elbe) und schließt auch einige binnendeichs liegenden Flächen mit ein.
Die Elbaue wird im FFH-Gebiet von weiten Grünländern geprägt, in die zahlreiche, oft stehende Gewässer und mehrere Altarme der Elbe eingebettet sind. Die Grünländer sind vielfach als Mähwiesen bzw. Brenndolden-Auenwiesen ausgebildet. Hier siedeln beispielsweise Kleinblütiges Schaumkraut, Klebriges Hornkraut und Gottesgnadenkraut bzw. Brenndolde, Sibirische Schwertlilie, Echter Haarstrang, Pfirsichblättriges Veilchen, Nordisches Labkraut, Kantenlauch, Vielblütiger Hainhahnenfuß, Färberscharte, Kleines Mädesüß und Wassergreiskraut. Auf sandigen Standorten der Niederterrassen bzw. Dünen siedeln beispielsweise Ackerfilzkraut, Blaugrünes Schillergras, Ackerwachtelweizen, Zierliches Schillergras, Kleine Wiesenraute, Niederliegender Ehrenpreis und Schwalbenwurz.
In den Buhnenfeldern sind Schlammbänke ausgeprägt. Hier siedeln Braunes Zypergras, Schlammling, Kleines Flohkraut und Poleiminze. In verschiedenen Gewässern in der Elbaue wie Altwassern, ehemaligen Nebengerinnen der Elbe, Flutrinnen und Abgrabungsgewässer, aber auch dem innendeichs liegenden Schelldorfer See als Altarm der Elbe, siedeln Gewöhnlicher Schwimmfarn, Krebsschere, Schwanenblume, Sumpfplatterbse, Röhriger Wasserfenchel und Spießblättriges Helmkraut. An den Ufern der Gewässer und entlang der Flutrinnen sind vielfach Hochstaudenfluren unter anderem mit Sumpfwolfsmilch, Langblättrigem Ehrenpreis und Katzenschwanz ausgebildet.
Auwälder sind nur stellenweise und oft nur kleinflächig ausgebildet. Teilweise sind sie als Weichholzauwald in Form von Galeriewäldern zu finden. Nur fragmentarisch sind Hartholzauwälder entwickelt. Die Waldbestände werden teilweise noch beweidet und weisen noch die typische Struktur eines Hutewaldes auf.
Das FFH-Gebiet ist Lebensraum für Biber und Fischotter. Die Elbe beherbergt unter anderem Rapfen, Stromgründling, Flussneunauge und Lachs, der seit dem Bau der Fischaufstiegsanlage an der Staustufe Geesthacht und dem Aussetzen von Lachsbrut in Nebenbächen der Elbe in Sachsen wieder in die Elbe zurückgekehrt ist. Weiterhin kommen im FFH-Gebiet Schlammpeitzger und Bitterling vor. Amphibien sind beispielsweise durch Rotbauchunke, Kammmolch, Moorfrosch, Knoblauchkröte und Kreuzkröte vertreten, Libellen unter anderem durch Grüne Flussjungfer, Asiatische Keiljungfer und Grüne Mosaikjungfer. Eine Besonderheit ist das Vorkommen der Nordischen Wühlmaus, die hier ihre südwestliche Verbreitungsgrenze in Mitteleuropa erreicht.
Das FFH-Gebiet ist Lebensraum verschiedener Vogelarten, darunter Knäkente, Trauerseeschwalbe, Bekassine, Wachtelkönig, Kiebitz, Großer Brachvogel und Rotschenkel. Weiterhin sind Braunkehlchen, Schilfrohrsänger, Sperbergrasmücke und Neuntöter heimisch. Seeadler und Kranich kommen als Gastvogelarten vor. Das Gebiet ist Rastgebiet für verschiedene Zugvögel, darunter Waldsaatgans, Blässgans, Weißwangengans, Singschwan, Zwergschwan, Pfeifente, Spießente, Löffelente, Kranich, Kiebitz und Goldregenpfeifer. Der Schelldorfer See und die Alte Elbe Jerichow sind bedeutende Schlafgewässer zahlreicher Wasservögel.
Das FFH-Gebiet wird bei Tangermünde von der Bundesstraße 188 und zwischen Grieben und Ferchau durch die Kreisstraße 1196 mit der Fährverbindung über die Elbe gequert. Der Bereich mit dem Naturschutzgebiet „Elsholzwiesen“ grenzt nach Westen an die Landesstraße 31, der Bereich mit dem Naturschutzgebiet „Bucher Brack–Bölsdorfer Haken“ nach Osten an die Landesstraße 54. Im Norden begrenzt die Querung der Elbe durch die Bahnstrecke Berlin–Lehrte das FFH-Gebiet.